# Lago Butrinto
El Lago Butrinto (en albanés: Liqeni i Butrintit) es una laguna salada al sur de Sarandë, Albania, ubicada en las proximidades directas del mar Jónico. Está rodeado de densos cerros boscosos, una costa rocosa y complementado por marismas de agua salada y agua dulce. El lago tiene una longitud de 7,1 km y un ancho de 3,3 km, con una superficie de 16 km². La profundidad máxima del lago es 24,4 m. Al sur, el Canal Vivari conecta la laguna con el mar.
Butrint es particularmente conocido por la diversidad de flora y fauna. La parte sur del lago está situada dentro de los límites del parque nacional de Butrinto y ha sido reconocida como un humedal de importancia internacional por designación en virtud del Convenio de Ramsar. El lago también ha sido identificado como un Área Importante para la conservación de las Aves y las Plantas, porque alberga un número significativo de especies de aves y plantas.
|  |  |  |